# كوتا يهودية

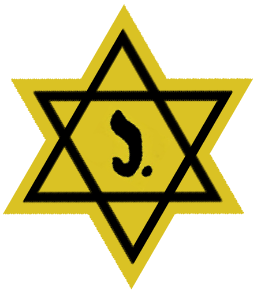
شارة نجمة داود الصفراء، كما كان يرتديها اليهود البلجيكيون منذ عام 1942

الكوتا اليهودية كانت كوتا عنصرية تحد من عدد اليهود في المؤسسات المختلفة إلى نسبة معينة. كان لدى بعض الدول حصص يهودية في التعليم العالي خاصة في القرنين التاسع عشر والعشرين.
يمكن أن تكون الحصص التعليمية اليهودية قانونًا على مستوى الولاية أو يتم تبنيها فقط في مؤسسات معينة، وغالبًا ما تكون غير رسمية. اتخذ القيد شكل الحظر التام للطلاب اليهود، أو الحد من عدد الطلاب اليهود حتى لا تكون حصتهم في عدد الطلاب أكبر من حصتهم في عموم السكان. في بعض المؤسسات، وضعت الكوتا اليهودية حدًا على النمو بدلا من تعيين مستوى ثابت من المشاركة المراد تحقيقها.
استخدم اليهود الذين أرادوا التعليم طرقًا مختلفة للتغلب على هذا التمييز: رشوة السلطات أو تغيير دينهم أو السفر إلى بلدان دون قيود. في المجر على سبيل المثال غادر 5000 شاب يهودي (منهم إدوارد تيلر) البلاد بعد إدخال جملة الترقيم.

## الدول

### كندا
كان لدى بعض الجامعات، ولا سيما جامعة ماكجيل وجامعة مونتريال وجامعة تورنتو، حصص طويلة الأمد بعدد اليهود المقبولين في الجامعات المعنية. كانت الحصص الصارمة لجامعة ماكجيل هي الأطول، حيث تم تبنيها رسميًا في عام 1920 وحتى أواخر الستينيات.  

### ألمانيا
في 25 أبريل 1933، قدمت الحكومة النازية حصة نسبتها 1.5% للقبول الجديد للألمان غير الآريين - وخاصة اليهود الألمان - كقضية أساسية في قانون يدعي تحديد عدد الطلاب (الآريين وغير الآريين) المقبولين عمومًا إلى المدارس الثانوية (هوهيره شولن) والجامعات. بالإضافة إلى ذلك، فإن المدارس الثانوية والجامعات التي يُعتقد أن عدد طلابها يفوق العدد المطلوب للمهن التي كانوا يقومون بتدريب طلابها، كانت مطلوبة لتقليل التحاق الطلاب بها؛ عند القيام بذلك، كان يتعين عليهم الوصول إلى 5% كحد أقصى من الطلاب غير الآريين. من المفترض أن يتم سن القانون لتجنب اكتظاظ المدارس والجامعات، والتي أشارت إلى المخاوف الألمانية في ذلك الوقت من أن أعدادًا كبيرة من الطلاب ستقلل من جودة التعليم العالي. في بداية عام 1933، كان حوالي 0.76% من السكان الألمان من اليهود، ولكن أكثر من 3.6% من طلاب الجامعات الألمانية كانوا من اليهود، وقد انخفض هذا العدد بشكل ثابت من أكثر من 9% في الثمانينات القرن 19. بعد 30 يوليو 1939، لم يعد مسموحًا لليهود بالالتحاق بالمدارس الحكومية الألمانية على الإطلاق، وتم إلغاء قانون الحصص السابق بموجب لائحة غير عامة في يناير 1940. ص.   193
بصرف النظر عن أجندتهم القوية والسائدة المعادية للسامية، فإن القانون ولوائحه اللاحقة استخدمت مؤقتًا بالفعل للحد من الوصول إلى الجامعة العامة، أي بما في ذلك «غير الآريين» (اليهود)، كما يوحي اسم القانون. ابتداءً من عام 1934، حدد نظام ما العدد الإجمالي للطلاب المقبولين في الجامعات الألمانية، وتم تقديم كوتا خاصة تقلل من قبول النساء إلى 10% كحد أقصى. على الرغم من أن الحدود لم تُنفذ بالكامل - بقيت حصة النساء أعلى قليلاً من 10%، وذلك لأن نسبة الرجال أقل من النساء قبلت قبولهم في الجامعة - جعلتها للنساء حوالي ضعف ما يصعب عليهن الدخول في مهنة جامعية مقارنة بالرجال الذين يحملون نفس النسبة كن المؤهل. س.   80ff. بعد فصلين دراسيين، ألغيت حدود القبول، ومع ذلك تم ترك اللوائح الخاصة بغير الآريين. ص.   178
للحصول على معلومات إضافية باللغة الألمانية، راجع مقالة في ويكيبيديا الألمانية

### المجر
تم عرض قانون القبول المقيد في عام 1920 في حكومة باولو تيكيلي، وقيل أن المعدل الإثني للطلاب يجب أن يفي بالمعدل الإثني للسكان، لكن تم تخفيف القيود في عام 1928. تمت إزالة المعايير العرقية في قبول الطلاب الجدد واستبدالها بالمعايير الاجتماعية وتم إنشاء 5فئات: موظفي الخدمة المدنية، وقدامى المحاربين وضباط الجيش، وملاك الأراضي الصغيرة والحرفيين، والصناعيين، والطبقات التجارية.

### لاتفيا
تم عرض الكوتات اليهودية عام 1934 في ظل نظام كارليس أولمانيس الاستبدادي.

### بولندا
انظر مقاعد الغيتو.

### رومانيا
لم يتم تقديم القبول المقيد بموجب القانون،  ولكن تم اعتماده من قبل الطلاب في جامعات كلوج وبوخارست وإياسي وتشيرنيفتسي.

### روسيا
التمييز ضد اليهود في روسيا موجود منذ قرون خلال كلًا من روسيا الإمبراطورية والاتحاد السوفيتي.
تم إصدار القبول المقيد عام 1887، موضحًا أن نسبة الطلاب اليهود يجب ألا تزيد عن 10% في المدن التي سُمح لهم بالعيش فيها، و 5% في المدن الأخرى، و3% فقط في موسكو وسانت بطرسبرغ. تمت إزالة هذه القيود في ربيع عام 1917 بعد تنازل القيصر خلال المرحلة المبكرة من الثورة الروسية؛ في وقت لاحق، في أواخر الأربعينيات من القرن الماضي خلال المرحلة الأولى من الحرب الباردة وموجة الحملة المناهضة «للجذور العالمية»، أعيد تقديم تمييز صارخ فعلي للمتقدمين اليهود في العديد من مؤسسات التعليم العالي في الاتحاد السوفيتي حتى مرحلة البيريسترويكا.

### الولايات المتحدة
طبقت بعض الجامعات الخاصة، وأبرزها جامعة هارفارد، سياسات وضعت فعلاً حصة على عدد اليهود المقبولين في الجامعة. وفقًا للمؤرخ دافيد أوشينسكي، عند الكتابة عن جوناس سالك، «كان لمعظم المدارس الطبية المحيطة (كورنيل وكولومبيا وبنسلفانيا وييل) حصص جامدة في المكان. في عام 1935 قبلت ييل 76 طالباً من 501. حوالي 200 من هؤلاء المتقدمون كانوا من اليهود وفقط تم قبول 5 منهم»، ويشير إلى أن تعليمات العميد ميلتون وينترنيتز كانت دقيقة بشكل ملحوظ: «عدم قبول أبدًا أكثر من 5 يهود، وفقط 2 من الكاثوليك الإيطاليين، وعدم قبول السود على الإطلاق». ونتيجة لذلك، يضيف أوشينسكي: «جوناس سالك ومئات من أمثاله» التحقوا بجامعة نيويورك بدلاً من ذلك. تم إقصاء الفيزيائي والحائز على جائزة نوبل ريتشارد فاينمان من كلية كولومبيا في ثلاثينيات القرن الماضي وذهب إلى معهد ماساتشوستس للتكنولوجيا بدلاً من ذلك.

### يوغوسلافيا
في عام 1940، سنت حكومة مملكة يوغوسلافيا المرسوم المتعلق بتسجيل الأشخاص المنحدرين من أصل يهودي في الجامعة والمدارس الثانوية وكلية تدريب المعلمين والمدارس المهنية الأخرى التي حصرت نسبة الطلاب اليهود في نسبة اليهود في المجموع تعداد السكان.